# Szalony Jack, pirat
Szalony Jack, pirat (ang. Mad Jack The Pirate, 1998–1999) – amerykański serial animowany.
W 2001 roku, po przejęciu przez The Walt Disney Company Fox Kids Worldwide, w tym Saban Entertainment, prawa do serialu przeszły na Disneya.

## Fabuła
Serial opowiada o przygodach pewnego pechowego pirata, o imieniu Jack, któremu prawie nigdy nic nie wychodzi. Jego pierwszym matem jest szczur Snuk. Podróżują oni po świecie w poszukiwaniu skarbów, statkiem pirackim – „Morskim Kurakiem” (ang. Sea Chicken).

## Bohaterowie
- Szalony Jack – główny bohater. Jest kapitanem statku „Morski Kurak”. Często ponosi porażki i rzadko odnosi sukcesy. Jego największy wróg to Picuś Glancuś.
- Snuk – pierwszy mat Jacka, szczur.

## Wersja oryginalna
- Bill Kopp – Szalony Jack
- Billy West – Snuk
- Jess Harnell –
  - Picuś Glancuś,
  - różne postacie
- Cam Clarke –
  - Ed Nerwood,
  - Tolouse,
  - Gnom,
  - Arturo Caliente

## Wersja polska
Wersja polska: Master Film

Reżyseria: Ewa Kania

Dialogi:
- Wojciech Szymański (odc. 1-11),
- Krystyna Wachelko (odc. 12-13)

Dźwięk: Marek Dubowski

Montaż: Gabriela Turant-Wiśniewska

Kierownictwo produkcji: Dorota Suske-Bodych

Wystąpili:
- January Brunov – Szalony Jack
- Aleksander Mikołajczak – Snuk
- Robert Tondera –
  - Picuś Glancuś,
  - Pan Śmierć (odc. 4a),
  - Komentator przy Kolejce mdłości Łasicy Waldo (odc. 6a),
  - Sprzedający podroby karpiowatych w Krustacji (odc. 8b),
  - Jeden z gospodarzy Platynowego Samorodka (odc. 11b)
- Włodzimierz Bednarski –
  - Ślepy strzelec (odc. 1),
  - Bóstwo Błękitnego Karbunkułu (odc. 2),
  - Percy – Czarny Rycerz ze Szczęśliwej Wyspy (odc. 4b)
- Jarosław Domin – Kurczak (odc. 1)
- Joanna Jędryka – Jedna z trzech wiedźm (odc. 1)
- Mirosława Nyckowska –
  - Jedna z trzech wiedźm (odc. 1),
  - Dziewica ze snów Jacka (odc. 2),
  - Kelnerka (odc. 3)
- Krystyna Królówna –
  - Jedna z trzech wiedźm (odc. 1),
  - Mieszkanka Vulgarii (odc. 3),
  - Nauczycielka (odc. 12a)
- Wojciech Paszkowski –
  - Sumienie (odc. 1),
  - Śpiewający Miecz (odc. 2),
  - Hrabia Draczula (odc. 3),
  - Chuck – imitacja kraba (odc. 8b, 13b),
  - Żółw (odc. 8b),
  - Ted Niedźwiedź (odc. 10a),
  - Jeden z sępów (odc. 11b)
- Jerzy Dominik –
  - Narrator,
  - Czarodziej (odc. 1),
  - Kościotrup (odc. 3),
  - Sir Pantalot (odc. 4b),
  - Aktor w filmie (odc. 5b),
  - Dinozaur (odc. 5b),
  - Jeden ze Śnieżnych Trolli (odc. 8a),
  - Troll grający w lotki (odc. 9a),
  - Arturo Caliente (odc. 11b),
  - Policjant #1 (odc. 13b)
- Wojciech Szymański –
  - Stradli Smiths (odc. 2),
  - Lekarz (odc. 4a)
- Krzysztof Zakrzewski –
  - Gruby pirat (odc. 1),
  - Biklop (odc. 2),
  - Gospodarz lokalu (odc. 3),
  - Sprzedawca map nieznanych wysp (odc. 4a),
  - Boilingpoint (odc. 5b),
  - Miś Lucjusz (odc. 6a)
- Jerzy Mazur –
  - Łysy pirat (odc. 1),
  - Mieszkaniec Vulgarii (odc. 3),
  - Strażnik #2 (odc. 6a),
  - Hotelowy Françoise (odc. 6b),
  - Policjant z policji morskiej (odc. 7a),
  - Niski strażnik Krustacji (odc. 8b),
  - Sprzedający pijawki w Krustacji (odc. 8b),
  - Oficer łączności z „Pamiętliwego” (odc. 9b),
  - Scabby Doo (odc. 10b),
  - Policjant #2 (odc. 13b)
- Ewa Kania –
  - Pielęgniarka (odc. 4b),
  - Aktora w filmie (odc. 5b)
- Jarosław Boberek –
  - Angus Dagnabit (odc. 5a, 12b),
  - Królik (odc. 6a),
  - Sędzia (odc. 7a)
- Elżbieta Bednarek –
  - Różowa Wróżka (odc. 5a),
  - Jedna ze strażniczek (odc. 7b)
- Józef Mika –
  - Jeden ze scenarzystów (odc. 5b),
  - Skunks Scuffy (odc. 6a),
  - Kierownik hotelu (odc. 6b),
  - Król Krustacji (odc. 8b),
  - Sprzedający robaki w Krustacji (odc. 8b),
  - Tolouse – Gadający Latający Pudel (odc. 10a),
  - Jeden z gospodarzy Platynowego Samorodka (odc. 11b)
- Mirosław Guzowski –
  - Sterrol Flynn (odc. 5b),
  - Strażnik #1 (odc. 6a),
  - Kelner (odc. 6a),
  - Hieronimus Hak (odc. 7a),
  - Sprzedający plankton w Krustacji (odc. 8b),
  - Czytający ogłoszenie (odc. 9a),
  - Wielki Kapow (odc. 11a)
- Miriam Aleksandrowicz – Kobieta pytająca o nazwisko (odc. 7b)
- Andrzej Gawroński –
  - Merlin (odc. 7b),
  - Ed (odc. 12b)
- Krystyna Kozanecka –
  - Czarodziejka Wiktoria (odc. 7b),
  - Księżniczka Penelopa (odc. 9a)
- Andrzej Piszczatowski –
  - Śnieżny Sułtan (odc. 8a),
  - Kamerdyner Stuey (odc. 10b),
  - Burmistrz (odc. 13a)
- Jacek Mikołajczak –
  - Wysoki strażnik Krustacji (odc. 8b),
  - Smok Darsh (odc. 9a),
  - Jeden z gospodarzy Platynowego Samorodka (odc. 11b),
  - Willy (odc. 13a)
- Cezary Nowak –
  - Sprzedający pstrągi w Krustacji (odc. 8b),
  - Jeden z Miętowych Duszków (odc. 10a),
  - Szeryf (odc. 11b),
  - Olbrzym (odc. 13a)
- Arkadiusz Jakubik –
  - Baron Steve Ryan von Ribentrof (odc. 9a),
  - Prawnik (odc. 10b),
  - Wódz (odc. 11a)
- Artur Kaczmarski –
  - Jean Claude Evet (odc. 9b),
  - Konstabl z wyspy Hanna Barbaria (odc. 10b),
  - Jeden z gospodarzy Platynowego Samorodka (odc. 11b),
  - Mumia (odc. 13b)
- Ryszard Dreger –
  - przywódca miętowych duszków (odc. 10a),
  - Pułkownik Papu (odc. 11a),
  - Ernest – sprzedający System 5000 (odc. 13a)
- Iwona Rulewicz – Ekspedientka (odc. 13b)

i inni

## Nawiązania
- W serialu znajdują się liczne odniesienia do rzeczywistych osób i miejsc:
  - Występujący w odcinku Zerzin, fleebis, jagody i Śmierć Pan Śmierć jest karykaturą Sammy'ego Davisa Juniora.
  - Pojawiający się w odcinku Światła, kamera, Snuk! aktor Sterrol Flynn swoim imieniem i nazwiskiem nawiązuje do Errola Flynna.
  - Pojawiająca się na końcu odcinka Wuj Mortimer wyspa Hanna Barbaria nazwą nawiązuje do wytwórni Hanna-Barbera. Z kolei występujący w tym samym odcinku pies Scabby Doo jest odniesieniem do Scooby'ego Doo.
  - W odcinku Wielki Kapow mężczyzna udający tytułowego Kapow wygląda jak Elvis Presley.
  - W odcinku Szaleni, brzydcy i Snuk dwukrotnie pojawia się fatamorgana w postaci Platynowego Samorodka, będącego odniesieniem do grupy Rat Pack.

## Odcinki
- Serial liczy sobie 13 odcinków. 3 odcinki trwają 22 minuty, 10 pozostałych składa się z 2 historyjek po 11 minut każda.
- Serial był emitowany na kanale Fox Kids / Jetix.
- Od 5 października 2008 roku serial był dwukrotnie emitowany w telewizji Polsat.

### Spis odcinków
| N/o            | Polski tytuł                               | Angielski tytuł                                              |
| -------------- | ------------------------------------------ | ------------------------------------------------------------ |
|                |                                            |                                                              |
| SERIA PIERWSZA |                                            |                                                              |
|                |                                            |                                                              |
| 01             | Wstrząsająca przygoda z morskimi wiedźmami | The Terrifying Sea Witch Incident                            |
|                |                                            |                                                              |
| 02             | Klątwa Błękitnego Karbunkułu               | The Curse Of The Blue Carbuncle                              |
|                |                                            |                                                              |
| 03             | Skarb Hrabiego Draczuli                    | The Horror Of Draclia                                        |
|                |                                            |                                                              |
| 04             | Zerzin, fleebis, jagody i Śmierć           | Of Zerzin, Fleebis, Queues And Curses                        |
| 04             | Misja ratunkowa                            | A Knight To Dismember                                        |
|                |                                            |                                                              |
| 05             | Dziwna sprawa Angusa Dagnabita             | The Strange Case Of Angus Dagnabit                           |
| 05             | Światła, kamera – Snuk!                    | Lights, Camera – Snuk!                                       |
|                |                                            |                                                              |
| 06             | Najlepsze życzenia dla kogo?               | Happy Birthday To Who?                                       |
| 06             | Rozbitkowie                                | Shipwhacked                                                  |
|                |                                            |                                                              |
| 07             | Skarb Bezgłowego Mańkuta, sprzedawcy torfu | The Treasure Of The Headless, Left-Handed, Peatmoss Salesman |
| 07             | 999 rodzajów rozkoszy                      | 999 Delights                                                 |
|                |                                            |                                                              |
| 08             | Niepokojąca utarczka ze śnieżnymi Trollami | The Alarming Snow Troll Encouter                             |
| 08             | Sprawa krabów                              | The Case Of The Crabs                                        |
|                |                                            |                                                              |
| 09             | Jack, pogromca smoków                      | Jack The Dragon Slayer                                       |
| 09             | Kapitan Snuk                               | Captain Snuk                                                 |
|                |                                            |                                                              |
| 10             | Wyspa różowości i puszystości              | The Island Of Pink & Fuzzy                                   |
| 10             | Wuj Mortimer                               | Uncle Mortimer                                               |
|                |                                            |                                                              |
| 11             | Wielki Kapow                               | The Great Kapow!                                             |
| 11             | Szaleni, brzydcy i Snuk                    | The Snuk, The Mad And The Ugly                               |
|                |                                            |                                                              |
| 12             | Atak zielonych goryli                      | Attack Of The Man-Eating Green Gorillas                      |
| 12             | Johnny z lampy                             | The Johnny Of The Lamp                                       |
|                |                                            |                                                              |
| 13             | Jack i gigantyczna fasola                  | Mad Jack And The Beanstalk                                   |
| 13             | Klątwa palucha mumii                       | The Curse Of The Mummy’s Toe                                 |
|                |                                            |                                                              |